# Lituânia nos Jogos Olímpicos de Verão de 2000
A Lituânia participou dos Jogos Olímpicos de Verão de 2000 em Sydney, Austrália.